# Kaple svaté Rity (Malgrat de Mar)
Kaple svaté Rity je církevní stavba v Malgrat de Mar, v blízkosti dálnice Barcelona-Blanes, na malém kopci stejného jména.

## Popis
Neoklasicistní kaple je malých rozměrů, s kruhovým větracím otvorem nad vchodem. Na střeše byl také zvon, který byl ukraden. Jedná o repliku starší stavby, která se zhroutila pravděpodobně během občanské války. Je jednou z mnoha kapliček v oblasti, které vznikly z důvodu velké lidové zbožnosti.
Je španělskou kulturní památkou lokálního významu (IPA-8569).

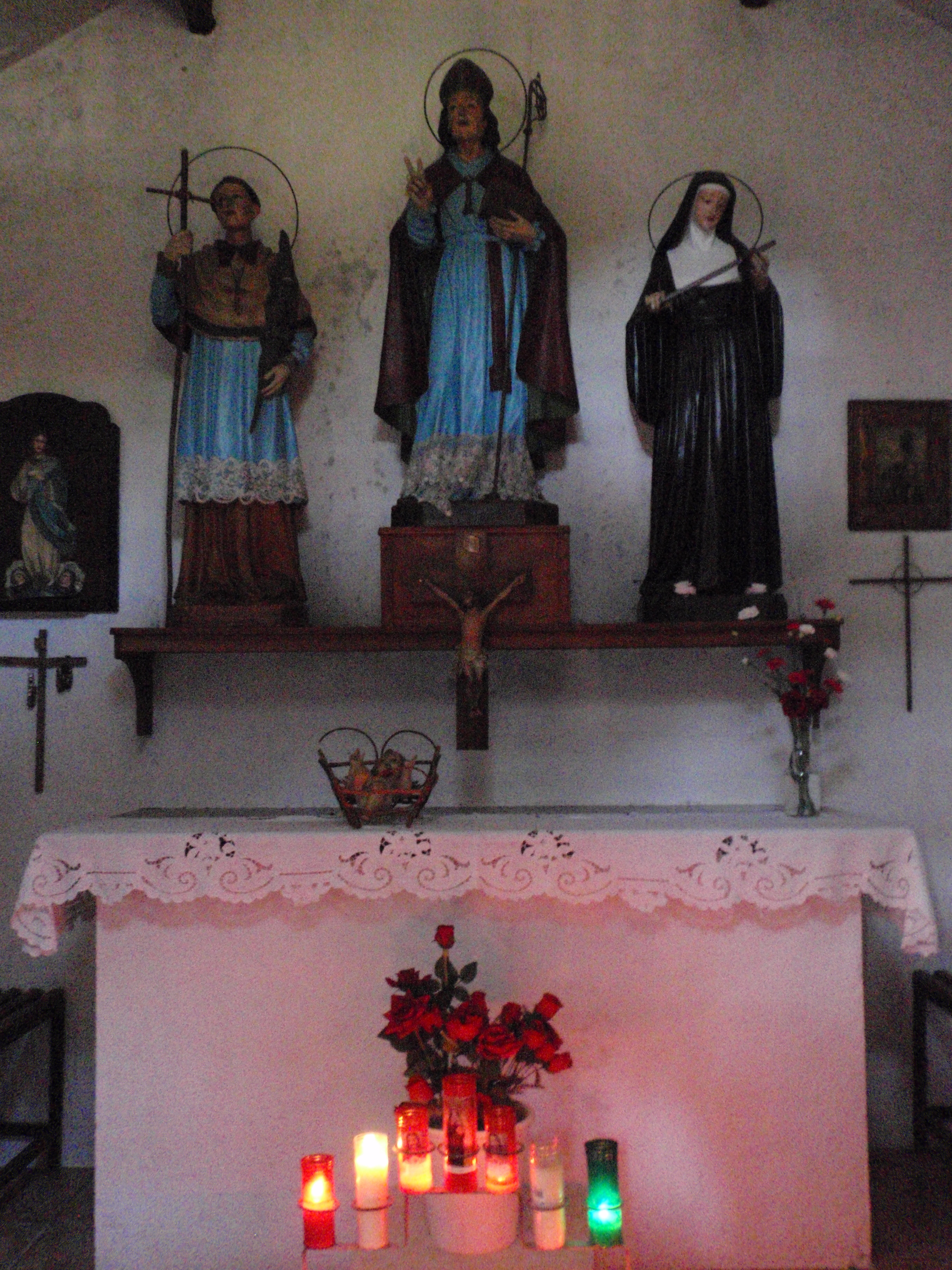

## Patrocinium
Kaple je zasvěcena italské světici Ritě z Cascie.